# Národní park Serra dos Órgãos
Národní park Serra dos Órgãos (portugalsky Parque Nacional da Serra dos Órgãos, zkratka PARNASO) je národní park zaujímající plochu 20 024 hektarů ve stejnojmenném pohoří na území brazilského státu Rio de Janeiro. Byl založen 30. listopadu 1939 jako třetí nejstarší národní park v Brazílii, je využíván pro vysokohorské túry i horolezectví.
Krajina je plná bizarních útvarů, vzniklých tak, že eroze postupně obnažila žulu z období kambria. První křesťanští misionáři jí proto dali název Serra dos Órgãos (Pohoří varhan), významným symbolem regionu je skalní věž Dedo de Deus (Boží prst). Nejvyšším vrcholem na území parku je Pedra do Sino (2263 m n. m.). Oblast je významným zdrojem pitné vody, pramení zde řeky Soberbo a Paquequer, nejvyšším vodopádem je čtyřicetimetrový Véu da Noiva, na úpatí hor se nachází jezero Comary. Pohoří tvoří součást bioregionu Atlantický les, bohaté srážky umožňují růst bujné vegetace, k níž patří bromélie, vstavačovité, Schlumbergera, Cariniana a palma Euterpe edulis. Žije zde 462 druhů ptáků, 82 druhů savců, 83 druhů plazů a 102 druhů obojživelníků včetně vzácných živočichů jako puma americká, chápan pavoučí, mravenečník čtyřprstý, káně brazilská, holub červenokřídlý, guan černočelý, arassari zlatý, křepel tečkovaný, amazoňan fialovoprsý, mravenčík bělovousý, kolibřík límcový, kotinga králíčkovitá, kotinga šedokřídlá, krunýřnice macahénská, tetra drsnoploutvá nebo křovinář žararaka.
Oblast prozkoumal na počátku 19. století německý přírodovědec Carl Friedrich Philipp von Martius, jemuž je zasvěceno muzeum ve městě Teresópolis.

## Galerie

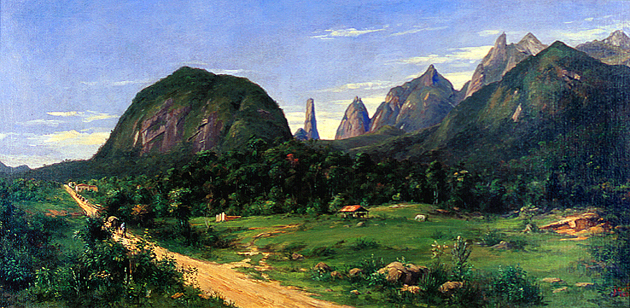
Pohoří na obraze George Grimma (1885)
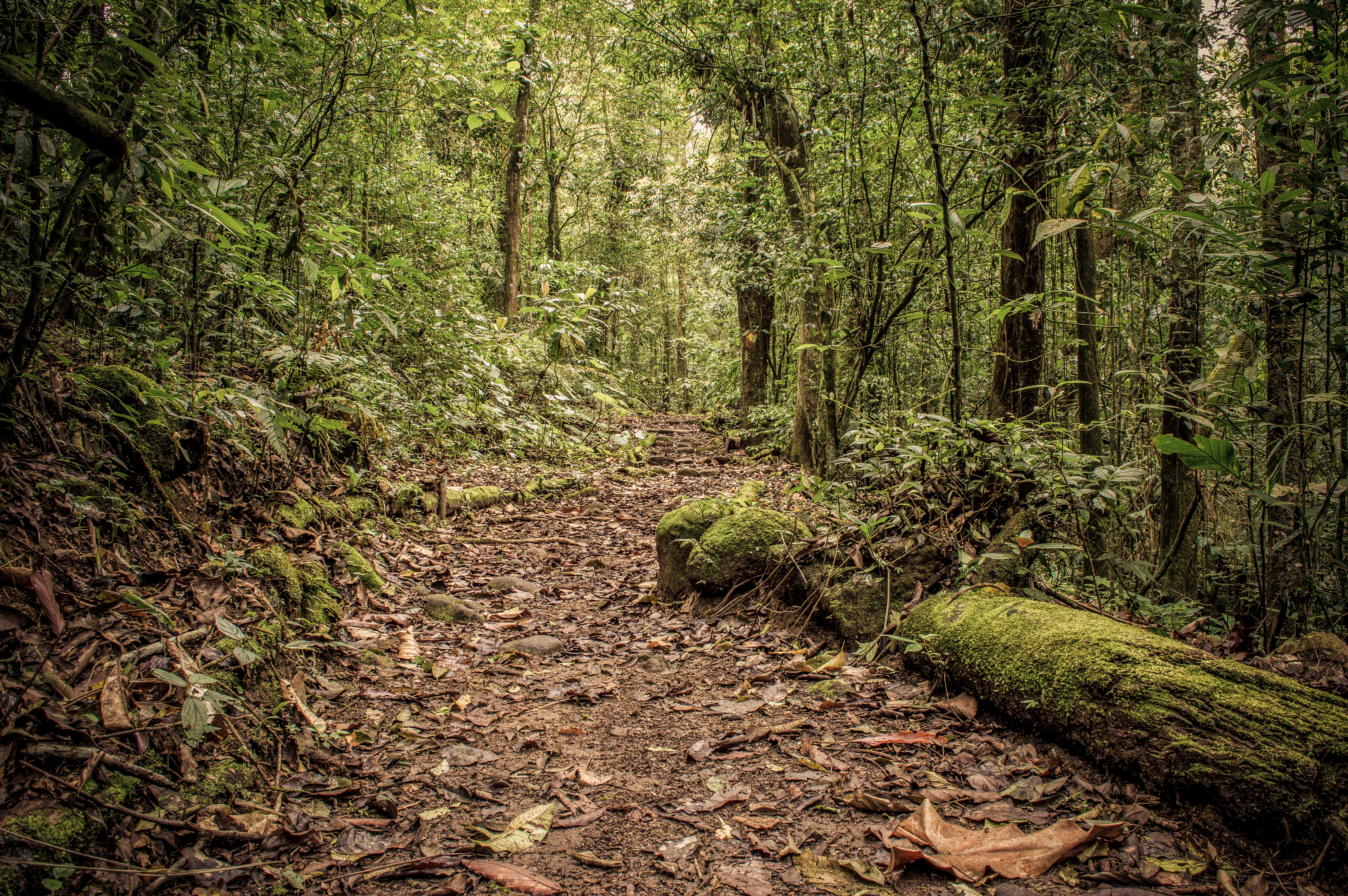
Lesní stezka
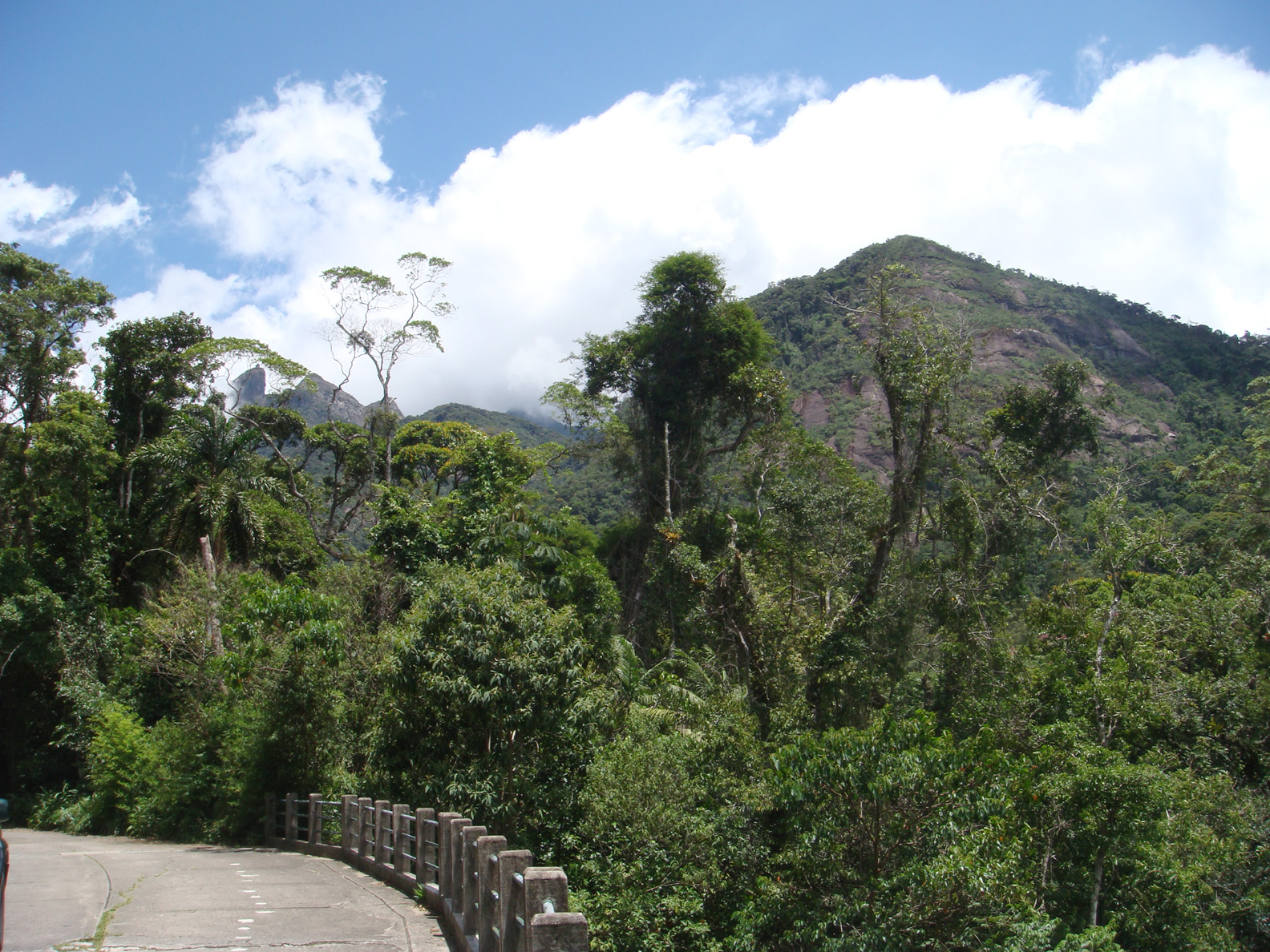
Krajina nedaleko Teresópolis
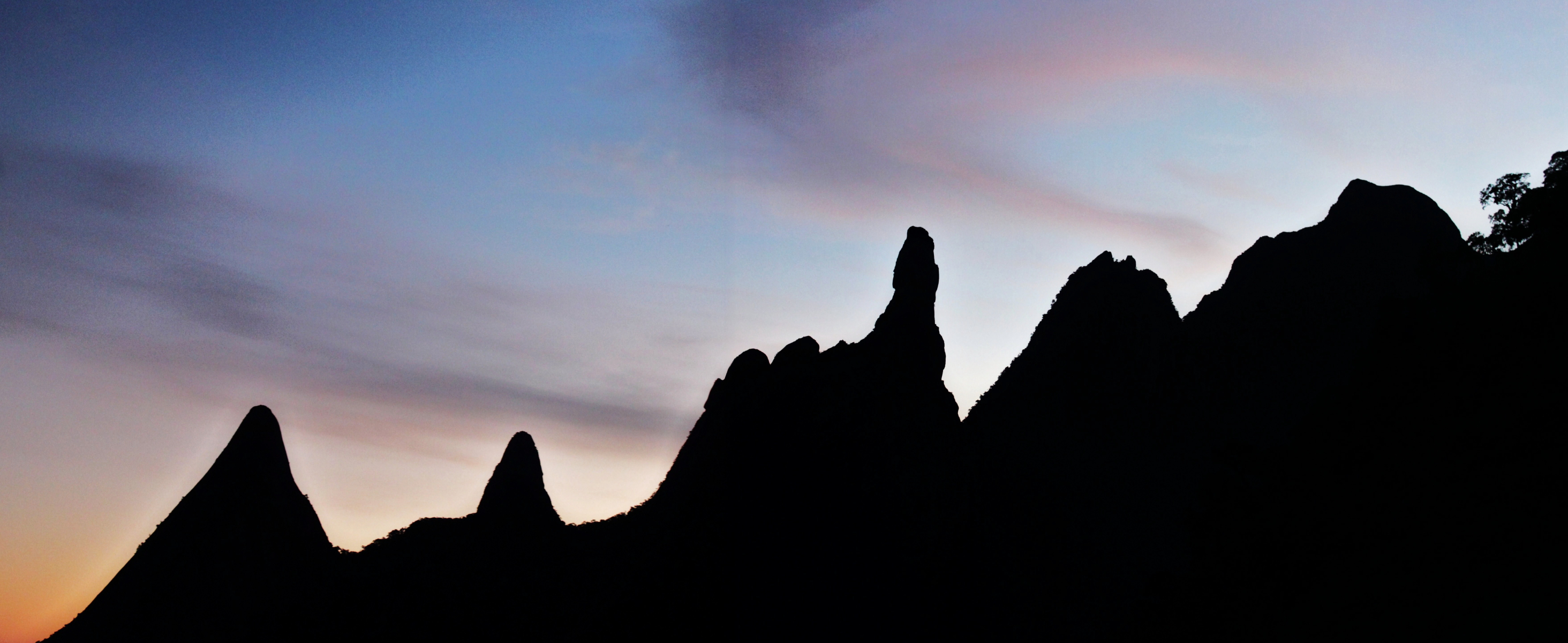
Panorama